# Meurtre à la radio

Meurtre à la radio (Love Is on the Air) est un film américain réalisé par Nick Grinde, sorti en 1937.
C'est la première apparition à l'écran de Ronald Reagan en tant qu'acteur.

## Fiche technique
- Titre français : Meurtre à la radio[1]
- Titre original : Love Is on the Air
- Réalisation : Nick Grinde
- Production : Bryan Foy, Hal B. Wallis, Jack L. Warner
- Date de sortie :
  - États-Unis : 2 octobre 1937

## Distribution
- Ronald Reagan
- Eddie Acuff
- Robert Barrat
- Raymond Hatton
- Willard Parker